# Leopold Landau
Leopold Landau (Varsovia, 16 de julio de 1848 - 28 de diciembre de 1920) fue un ginecólogo de origen alemán.

## Vida y carrera
Landau estudió medicina en las Universidades de Breslavia, Wurzburgo y Berlín, obteniendo su doctorado en esta última institución en 1870. Después de servir como cirujano asistente durante la guerra franco-prusiana, fue profesor de ginecología en la Universidad de Breslavia de 1872 a 1876. Posteriormente regresó a la Universidad de Berlín como profesor de ginecología, donde en 1893 fue nombrado profesor titular.
En 1892, junto con su hermano Theodor Landau (1861-1932), abrió en Berlín una Frauenklinik (clínica para mujeres) que alcanzó gran popularidad en toda Alemania. Desde allí realizó diversas investigaciones médicas, publicando trabajos sobre miomas y operaciones vaginales radicales (en la actualidad denonimadas histerectomías). Junto con su hermano fue coautor de Die Vaginale Radicaloperation: Technik und Geschichte (1896), que posteriormente fue traducido al inglés y publicado como The history and technique of the vaginal radical surgery (1897).
Landau participó activamente en el movimiento sionista y fue uno de los fundadores de la Akademie für die Wissenschaft des Judentums (Academia de Berlín para las Ciencias del Judaísmo) de Berlín.
Murió en Berlín. Su hijo fue el famoso matemático Edmund Landau (1877-1938).

## Escritos selectos
- Die Wanderniere der Frauen, 1881.
- Die Wanderleber und der Hängebauch der Frauen, 1882.
- Die Vaginale Radicaloperation: Technik und Geschichte (con Theodor Landau), 1896. En inglés.
- Anatomische und Klinische Beiträge zur Lehre von der Myomen am Weiblichen Sexualapparat, 1899.